# Saison 2011 des Rangers du Texas
La Saison 2011 des Rangers du Texas est la 51e saison en ligue majeure pour cette franchise.
Avec 96 victoires contre 66 défaites, les Rangers remportent pour la deuxième fois en deux ans le championnat de la division Ouest de la Ligue américaine et conservent leur titre de champion de la Ligue américaine acquis en 2010. Ils atteignent la Série mondiale 2011 et participent à la grande finale du baseball pour la seconde fois de leur histoire, mais ils subissent une défaite pour une deuxième année de suite, cette fois aux mains des Cardinals de Saint-Louis.

## Intersaison

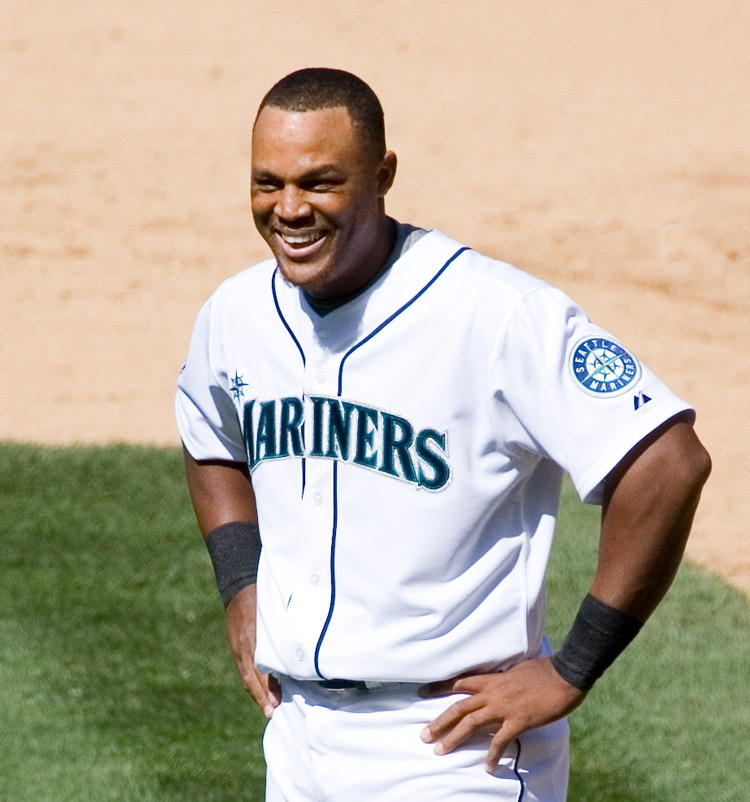
Adrián Beltré rejoint les Rangers

### Arrivées
Le receveur Yorvit Torrealba signe un contrat de deux ans avec les Rangers du Texas le 30 novembre 2010.
Le 3 janvier 2011, les Rangers annoncent l'arrivée de deux lanceurs : Brandon Webb et Arthur Rhodes. Webb accepte un contrat de trois millions de dollars pour un an, avec des primes à la performance pouvant rapporter à l'ex-gagnant du trophée Cy Young une somme supplémentaire de cinq millions. De son côté, Rhodes s'engage contre 3,9 millions de dollars pour la saison 2011, et une option à quatre millions de dollars pour la saison 2012.
Le 5 janvier, le joueur de troisième but Adrián Beltré signe un contrat de six ans en faveur des Rangers pour 96 millions.
Le 26 janvier, le receveur Mike Napoli rejoint les Rangers en provenance des Angels de Los Angeles via les Blue Jays de Toronto. Le recrutement de Napoli se fait par échange en retour du lanceur droitier Frank Francisco et d'une somme d'argent.

### Départs
Cliff Lee, Rich Harden, Doug Mathis, Dustin Nippert, Clay Rapada, Bengie Molina, Jorge Cantú, Alex Cora, Ryan Garko, Cristian Guzmán, Jeff Francoeur et Vladimir Guerrero deviennent agents libres et quittent le club. Frank Francisco est échangé aux Blue Jays de Toronto en retour de Mike Napoli. tandis que Guillermo Moscoso est échangé aux Athletics d'Oakland en retour d'un lanceur de ligues mineures, Ryan Kelly. Max Ramírez quitte le club à la suite d'un ballottage. Le contrat de Matt Treanor est vendu aux Royals de Kansas City.

### Cactus League
33 rencontres de préparation sont programmées du 27 février au 30 mars à l'occasion de cet entraînement de printemps 2011 des Rangers.
Avec 13 victoires et 16 défaites, les Rangers terminent neuvièmes de la Cactus League et enregistrent la onzième meilleure performance des clubs de la Ligue américaine.

## Saison régulière

### Classement
| Ligue américaine (Division Ouest) | V  | D  | %    | GB |
| --------------------------------- | -- | -- | ---- | -- |
| Rangers du Texas                  | 96 | 66 | .593 | -  |
| Angels d'Anaheim                  | 86 | 76 | .531 | 10 |
| Athletics d'Oakland               | 74 | 88 | .457 | 22 |
| Mariners de Seattle               | 67 | 95 | .414 | 29 |

### Résultats
| Légende              | Légende             | Légende       |
| victoire des Rangers | défaite des Rangers | match reporté |
| -------------------- | ------------------- | ------------- |

#### Avril
En frappant quatre coups de circuit à l'occasion des quatre premiers matchs de la saison, Nelson Cruz égale un record des Ligues majeures codétenu par Willie Mays (1971) et Mark McGwire (1998). La série de Ian Kinsler se termine après trois parties.

#### Mai
| #  | Date    | Adversaire  | Score      | Victoire       | Défaite        | Sauvetage | Affluence | Bilan |
| -- | ------- | ----------- | ---------- | -------------- | -------------- | --------- | --------- | ----- |
| 28 | 1er mai | @ Athletics | 2 - 7      | Gonzalez (3-2) | Harrison (3-3) |           | 15 178    | 16-12 |
| 29 | 2 mai   | @ Athletics | 4 - 5 (10) | Balfour (2-1)  | Oliver (1-3)   |           | 9 193     | 16-13 |
| 30 | 3 mai   | @ Mariners  |            |                |                |           |           |       |
| 31 | 4 mai   | @ Mariners  |            |                |                |           |           |       |
| 32 | 5 mai   | @ Mariners  |            |                |                |           |           |       |
| 33 | 6 mai   | Yankees     |            |                |                |           |           |       |
| 34 | 7 mai   | Yankees     |            |                |                |           |           |       |
| 35 | 8 mai   | Yankees     |            |                |                |           |           |       |
| 36 | 9 mai   | Athletics   |            |                |                |           |           |       |
| 37 | 10 mai  | Athletics   |            |                |                |           |           |       |
| 38 | 11 mai  | Athletics   |            |                |                |           |           |       |
| 39 | 13 mai  | Angels      |            |                |                |           |           |       |
| 40 | 14 mai  | Angels      |            |                |                |           |           |       |
| 41 | 15 mai  | Angels      |            |                |                |           |           |       |
| 42 | 16 mai  | @ White Sox |            |                |                |           |           |       |
| 43 | 17 mai  | @ White Sox |            |                |                |           |           |       |
| 44 | 18 mai  | @ Royals    |            |                |                |           |           |       |
| 45 | 19 mai  | @ Royals    |            |                |                |           |           |       |
| 46 | 20 mai  | @ Phillies  |            |                |                |           |           |       |
| 47 | 21 mai  | @ Phillies  |            |                |                |           |           |       |
| 48 | 22 mai  | @ Phillies  |            |                |                |           |           |       |
| 49 | 23 mai  | White Sox   |            |                |                |           |           |       |
| 50 | 24 mai  | White Sox   |            |                |                |           |           |       |
| 51 | 25 mai  | White Sox   |            |                |                |           |           |       |
| 52 | 27 mai  | Royals      |            |                |                |           |           |       |
| 53 | 28 mai  | Royals      |            |                |                |           |           |       |
| 54 | 29 mai  | Royals      |            |                |                |           |           |       |
| 55 | 30 mai  | @ Rays      |            |                |                |           |           |       |
| 56 | 31 mai  | @ Rays      |            |                |                |           |           |       |

## Draft
La Draft MLB 2011 se tient du 6 au 8 juin 2011 à Secaucus (New Jersey). Les Rangers ont le trente-deuxième (compensation) choix.

## Affiliations en ligues mineures
| Niveau            | Equipe                 | Ligue                   | Manager         | Vic. | Déf. | Classement |
| ----------------- | ---------------------- | ----------------------- | --------------- | ---- | ---- | ---------- |
| AAA               | Round Rock Express     | Pacific Coast League    | Bobby Jones     |      |      |            |
| AA                | Frisco RoughRiders     | Texas League            | Steve Buechele  |      |      |            |
| Advanced A        | Myrtle Beach Pelicans  | Carolina League         | Jason Wood      |      |      |            |
| A                 | Hickory Crawdads       | South Atlantic League   | Bill Richardson |      |      |            |
| A (saison courte) | Spokane Indians        | Northwest League        | Tim Hulett      |      |      |            |
| Rookie            | Arizona League Rangers | Arizona League          | Héctor Ortiz    |      |      |            |
| Rookie            | DSL Rangers            | Dominican Summer League |                 |      |      |            |